# Vann Molyvann
Vann Molyvann (en camboyano: វណ្ណ ម៉ូលីវណ្ណ; Ciudad de Sihanoukville, 23 de noviembre de 1926-Siem Riep, 28 de septiembre de 2017) fue un arquitecto y político camboyano. 

## Trayectoria
Nació en 1926 en Ream (actualmente Ciudad de Sihanoukville), hijo de Vann Uk y Quam Pik. Estudió en la Escuela Nacional Superior de Bellas Artes de París, donde se tituló en 1955. Trabajó un tiempo en el taller de Louis Arretche. De vuelta a su país, recibió numerosos encargos oficiales y el rey Norodom Sihanouk le nombró arquitecto jefe del Estado.
Una de sus primeras obras fue el Monumento a la Independencia en Phnom Penh (1958-1962). Le siguió el Teatro Municipal de Phnom Penh (1960) y la sala de conciertos Chaktomuk (1961). Fue uno de los autores del complejo deportivo para los Juegos Asiáticos de 1964 en Phnom Penh —del que destaca el Estadio Olímpico—, junto con Oun Samuth, el estudio francés Duchemère et Morin y los ingenieros Kandurov y Mean Kim Li. Otras obras suyas fueron: el Centro de Comercio en Phnom Penh (1966), la Universidad de Phnom Penh (1968, con Oul Ong y el estudio francés Roux et Mondele) y la sede del Banco Nacional de Camboya en Sihanoukville (1968). En estas obras aunó modernidad con la arquitectura tradicional khmer, en un estilo denominado «nueva arquitectura khmer».
Tras la destitución del rey Norodom en 1970, con el que había sido ministro de Cultura, Vann quedó bajo arresto domiciliario. Sin embargo, poco después fue autorizado a dar una conferencia en Israel, motivo que aprovechó para exiliarse a Suiza, donde trabajó durante diez años en el Programa de Naciones Unidas para los Asentamientos Humanos (ONU-Hábitat). Volvió a Camboya en 1991, donde fue sucesivamente presidente del Consejo de Ministros, ministro de Cultura y Bellas Artes y de Planificación urbana y regional.